# Montemale di Cuneo
Montemale di Cuneo (piemontiul: Montmal, okcitánul: Mountomal) település Olaszországban, Piemont régióban, Cuneo megyében. Lakosainak száma 222 fő (2023. január 1.). Montemale di Cuneo Caraglio, Dronero, Monterosso Grana és Valgrana községekkel határos.

## Népesség
A település lakossága az elmúlt években az alábbi módon változott:
| Lakosok száma | 234  | 229  | 222  |
|               | 2017 | 2018 | 2023 |